# Línea U11C (Canelones)
La línea U11C es una línea urbana de Canelones, une el Cementerio de Canelones con la ciudad de San Ramón. El destino de ida es San Ramón y el destino de vuelta Canelones.

## Características
Hasta el año 2020 su denominación era 11C, la cual cambió a raíz de la reestructura del STM, al incorporar las líneas suburbanas y departamentales a su sistema 2.0.

## Recorrido
| Desde Canelones (Cementerio) - Florencio Sánchez - María Álamo de Suárez - Treinta y Tres - Cristobal Cendan - José Batlle y Ordoñez - Teresa Cabana de Moreno - Martinez Monegal - Héctor Miranda - Ruta 11 - Ruta 64 - Ruta 63 - Ruta 6 - Ruta 12 - 18 de Julio San Ramón | Desde San Ramón - 18 de Julio - Guernica - Baltasar Brum - Ruta 12 - Ruta 6 - Ruta 63 - Ruta 64 - Ruta 11 - Héctor Miranda - E. Martinez Monegal - Luis Brause - Treinta y Tres - Cristobal Cendan - José Batlle y Ordoñez - Susana Ramirez - Florencio Sánchez Cementerio de Canelones |